# Машкинский ручей
Ма́шкинский руче́й (Пыханка) — небольшая река в районе Куркино Северо-Западного административного округа Москвы, левый приток Сходни. Своё название река получила от деревни Машкино. Гидроним Пыханка имеет антропонимическое происхождение.
Длина реки составляет 2,6 км. Исток расположен у южной окраины Химкинского кладбища. Река образуется слиянием двух ручьёв — Хуторского (Кладбищенского) и Деревенского. Водоток проходит на юг, в районе бывшей деревни Машкино поворачивает на запад и протекает вдоль Машкинского шоссе. Устье расположено к северо-западу от Юровской улицы, на территории природного парка «Долина реки Сходни в Куркино». С левой стороны реку питают безымянные притоки и воды Куркинского ручья.